# Ганџоу
Ганџоу (赣州) град је Кини у покрајини Ђангси. Према процени из 2009. у граду је живело 263.023 становника.

## Становништво
Према процени, у граду је 2009. живело 263.023 становника.
| 1990.   | 2000.   | 2009    |
| ------- | ------- | ------- |
| 182.331 | 226.089 | 263.023 |